# استینسون بیچ (کالیفرنیا)
استینسون بیچ (به انگلیسی: Stinson Beach) یک منطقهٔ مسکونی در ایالات متحده آمریکا است که در شهرستان مارین، کالیفرنیا واقع شده‌است. استینسون بیچ ۳٫۷۷۹ کیلومتر مربع مساحت و ۶۳۲ نفر جمعیت دارد و ۸ متر بالاتر از سطح دریا واقع شده‌است.